# Cobanus extensus
Espèce
Synonymes
- Helorus extensus Peckham & Peckham, 1896

Cobanus extensus est une espèce d'araignées aranéomorphes de la famille des Salticidae.

## Distribution
Cette espèce est endémique du Panama.

## Description
Le mâle holotype mesure 8,4 mm.

## Systématique et taxinomie
Cette espèce a été décrite sous le protonyme Helorus extensus par Peckham et Peckham en 1896. Le nom Helorus Peckham & Peckham, 1896 étant préoccupé par Helorus Latreille, 1802, il est renommé Cobanus par F. O. Pickard-Cambridge en 1900. Elle est placée dans le genre Sidusa par Zhang et Maddison en 2015 puis dans le genre Cobanus par Prószyński en 2017.

## Publication originale
- Peckham & Peckham, 1896 : « Spiders of the family Attidae from Central America and Mexico. » Occasional Papers of the Natural History Society of Wisconsin, vol. 3, no 1, p. 1-101 (texte intégral).